# Pecadora
 (срп. Грешница) америчка је теленовела, продукцијске куће Веневисион, снимана 2009.

## Синопсис
Пред очима јавности Лус Марија је успешна психолошкиња која зарађује довољно новца да издржава своју породицу и приушти лукзузни интернат млађој сестри. Међутим, истина је мало другачија. Лус Марија заправо за живот зарађује као плесачица у ноћном клубу. Иако је завршила психологију на факултету, била је приморана да своју каријеру остави по страни након очеве смрти и преузме бригу о породици. Али када, упозна Бруна, њен посао се претвара у терет због кога не може да изгради срећу. Бруно је поштен бизнисмен, припада истакнутој породици и убеђен је да се није заљубио само у савршену жену, већ и у некога ко би због свог академског образовања, могао да му помогне да превазиђе трауму која је настала због нестанка његовог брата близанца, која се десила пре много година. Оно што најмање очекује јесте вест које ће примити о тој савршеној жени, коју мисли да је упознао. Саманта, Брунова девојка, љубоморна је и огорчена зато што је раскинуо са њом када је упознао Лусеситу, заједно са својим злим оцем Енаром, и Бруновом мајком Анхелом кује планове како би раздвојили заљубљени пар. Анхела, Брунова мајка, успела је да сазна истину о девојци коју њен син назива женом свог живота, и сурово је открила Бруну представљајући је као лажљвивицу и грешницу. Од тог момента Лус Марија мора да убеди Бруна да није користољубива и да је њена љубав искрена. Да ствари буду још горе Брунов брат близанац — Бернардо, који је годинама сматран мртвим, појављује се у Лусеситином животу и заљубљује се у њу.
Тако настаје чудан љубавни троугао, симпатична играчица наћи ће се растргнута између два брата, једног кога она воли, оног који је презире али и воли, безусловно.

## Улоге
| Глумац:            | Улога:                      |
| ------------------ | --------------------------- |
| Лици Домингез      | Лус Марија Мендоза Лусесита |
| Едуардо Капетиљо   | Бруно Бернандо              |
| Марџори де Соуса   | Саманта Сабатер             |
| Данијел Елбитар    | Рикардо Рики Перез          |
| Марица Бустаманте  | Барбара Барби               |
| Лина Сантос        | Фернанда Лутка              |
| Ариел Лопез Падиља | Грегорио                    |
| Роберто Вандер     | Кајетано                    |
| Серхио Клеинер     | Енаро Сабатер               |
| Сусана Перес       | Анхела де Алкосер           |
| Лианет Борего      | Рејна                       |
| Палома Маркез      | Дулсе                       |
| Карина Мора        | Хеновева                    |
| Хулио Капоте       | Еладио                      |
| Хуан Троја         | Тулио Ернандез              |
| Хулијета Росен     | Амбар                       |
| Карлос Јустис      | Панчо                       |
| Силвана Ариас      | Виолета                     |
| Бренда Рекуиер     | Ромина                      |
| Рафаел Меркаденте  | Андрес                      |
| Џесика Херезо      | Роси                        |